# Лори Алексия
Лори Алексия (англ. Lori Alexia, настоящее имя — Лаура Энн Эванс (англ. Lora Ann Evans), 02.03.1980–19.09.2011) — американская порноактриса, лауреатка премии NightMoves Award.

## Биография
Родилась 2 марта 1980 года в Бриджтауне, Барбадос. В семь лет переехала на Гавайи, где жила до 12 лет.
Начала карьеру в качестве танцовщицы в клубах. В 2002 году получила титулы Мисс иностранная танцовщица Северной Каролины и Лучшие ягодицы.
Дебютировала в порноиндустрии в 2004 году, в возрасте около 20 лет. Снималась для таких компаний, как Hustler, Elegant Angel, Wicked Pictures, New Sensations и Red Light District. В 2004 году победила на NightMoves Award в номинации «лучшая порноактриса-стриптизёрша» по версии поклонников, а также получила титул Miss Nude World. В 2006 году была номинирована на AVN Awards в категории «лучшая новая старлетка». В 2008 году ушла из индустрии, снявшись в 104 фильмах, и посвятила себя музыкальной карьере.
19 сентября 2011 года была убита в своей квартире в Бруклине выстрелами в голову и грудь своим бойфрендом Вуди Боргеллом из-за денежного спора. Боргелла также был назван виновным по трём отдельным сообщениям о преступлениях, ни одно из которых не было связано с Лори, а также имел ранее пять арестов за хранение наркотиков, грабёж, нападение и кражу.

## Премии и номинации

### Премии
- 2004 NightMoves Award — лучшая порноактриса-стриптизёрша, выбор поклонников[9]
- 2004 Miss Nude World[6]

### Номинации
- 2006 AVN Awards — лучшая новая старлетка

## Избранная фильмография
- Are We in Love [Wicked Pictures] (2005)
- Bad Ass Bitches 5 [Exquisite] (2006)
- Black Out 1 [New Sensations] (2005)
- Booty Shop [Video Team] (2005)
- Bounce 2 [Smash Pictures] (2006)
- Bubblin Brown Suga [1st Strike] (2005)
- Deep Throat This 41 [Northstar Associates] (2008)
- Down With the Brown [Wicked Pictures] (2006)
- Ghetto Teen Love 1 [West Coast Productions] (2005)
- Girls Home Alone 25 [Wildlife] (2005)
- Interracial Anal Teens -n- Toys 4 [NJ Films] (2005)
- Iron Head 3 [Mercenary Pictures] (2005)
- Parkin Lot Pimpin 1 [LFP Video Inc] (2005)
- Peter North's POV 18 [Northstar Associates] (2007)
- Pimp My Bride [Maximum Grind] (2005)
- Rub My Muff 4 [Acid Rain] (2005)
- Smooth Operator [allrealitypass.com] (2005)
- Strap-On Toyz [Vicious Media] (2005)
- White Chocolate 1 (II) [Demolition] (2005)
- Whore Gaggers 1 [Anarchy] (2005)